# Miquel Crusafont i Pairó
|  | «Miquel Crusafont » redirigeix aquí. Vegeu-ne altres significats a «Miquel Crusafont (desambiguació)». |

Miquel Crusafont i Pairó (Sabadell, 3 d'octubre de 1910 - 15 d'agost de 1983), paleontòleg català, especialitzat en paleontologia de mamífers.
Fou el pare de l'historiador i numismàtic Miquel Crusafont i Sabater i de l'escriptora sabadellenca Anna Crusafont i Sabater. El 25 d'octubre de 1995 Sabadell li dedicà una plaça al centre de la ciutat.

## Biografia
Es llicencià en Farmàcia per la Universitat de Barcelona l'any 1933 i en Ciències Naturals per la Universitat de Madrid l'any 1950. Va obtenir el títol de doctor en Ciències Naturals, amb Premi Extraordinari, per la tesi Los jiráfidos fósiles de España. Esdevingué catedràtic de Paleontologia per oposició, amb el número 1 i per unanimitat, de la Universitat d'Oviedo i, per concurs de trasllat, de la Universitat de Barcelona; fou també professor d'Antropologia de la Facultat de Filosofia Societatis Iesu de Barcelona. La seva recerca comença a difondre's amb els treballs del Butlletí de la Institució Catalana d'História Natural durant el període 1933-1934. Aquests treballs obririen els seus camps de recerca: estudi dels vertebrats fòssils, del Miocè, el Miocè a Catalunya, i el Terciari i Quaternari ibèric.
Especialitzat en l'estudi dels mamífers fòssils i en l'evolucionisme, va excavar jaciments al Vallès –particularment el de Can Llobateres, avui parc arqueològic i reserva d'excavacions de l'Institut de Paleontologia–, i al Penedès, entre d'altres indrets.
Alguns dels seus treballs més importants són Los Vertebrados del Mioceno Continental de la cuenca del Vallés-Penedés (1943, amb Josep Fernández de Villalta), El Mioceno Continental del Vallés y sus yacimientos de vertebrados (1948, amb Josep Fernández de Villalta); El Burdigaliense continental de la cuenca del Vallés-Penedés (1955, amb Josep Fernández de Villalta i Jaume Truyols), Estudio Masterométricos en la evolución de los Fisípedos (1957, amb Jaume Truyols); La Evolución (1966, amb Bermudo Meléndez i Emiliano Aguirre). Va ser l'introductor a l'estat espanyol del pensament evolucionista de Teilhard de Chardin –que conciliava Darwin i la Bíblia–, al qual va dedicar diversos estudis: L'evolució avui i Evolución y ascensión.
El 1945 va començar una intensa relació científica amb el paleontòleg George Gaylord Simpson (1902-1984), impulsor de la síntesi evolucionista.
L'any 1969 fundà l'Instituto Provincial de Paleontología, dependent de la Diputació de Barcelona, a Sabadell. Des de l'any 1983 aquesta institució s'anomena Institut de Paleontologia Miquel Crusafont de Sabadell. El mamífer prehistòric Crusafontia va ser batejat en homenatge seu.
Crusafont va mantenir una petita incursió en el món de la divulgació científica amb el documental "'Historia de un mundo perdido: paleontología española" (Ramon Sanahuja, 1951) on apareixia com a protagonista i en feia l'assessorament científic. Aquest documental es va difondre posteriorment al cicle Cinema i Paleontologia del ICP, i posteriorment a l'acte "Retorn al món perdut: D'Arthur Conan Doyle i Dr Crusafont" organitzat pels Amics del Museu de Ciències Naturals de Barcelona i presentat pel naturalista Jordi Sargatal.

## Noves famílies, gèneres i espècies descrites per Crusafont
Noms del grup de família:
CONDILARTRES:
Almogaveridae Crusafont & Villalta, 1954 [sinònim posterior de Phenacodontidae]
ARTIODÀCTILS:
Triceromerycidae Crusafont, 1952 [sinònim posterior de Palaeomerycidae]
Noms del grup de gènere (incloent-hi subgèneres):
MULTITUBERCULATS:
Parendotherium Crusafont & Adrover, 1965
INSECTÍVORS:
Postpalerinaceus Crusafont & Villalta, 1947
Rubitherium Crusafont, Villalta & Truyols, 1955 [sinònim posterior de Lantanotherium]
CARNÍVORS:
Grivasmilus Villalta & Crusafont, 19552 [sinònim objectiu posterior d’Albanosmilus]
Ictiocyon Crusafont, Villalta & Truyols, 1955
Limnonyx Crusafont, 1950
Palaeomeles Villalta & Crusafont, 1943
Plesiomeles Viret & Crusafont, 1955
Protursus Crusafont & Kurtén, 1968 [nomen dubium]
Schlossericyon Crusafont, 1959 [sinònim posterior de Sivanasua]
Stenailurus Crusafont & Aguirre, 1972
CONDILARTRES:
Almogaver Crusafont & Villalta, 1954
Spaniella Crusafont & Russell, 1967
PERISSODÀCTILS:
Dromoceratherium Crusafont, Villalta & Truyols, 1955
Hispanotherium Crusafont & Villalta, 1947)
ARTIODÀCTILS:
Birgerbolhinia Crusafont, 1952
Decennatherium Crusafont, 1952
Hesperidoceras Villalta & Crusafont, 1956
Schizochoerus Crusafont & Lavocat, 1954 [homònim posterior]
Triceromeryx Villalta, Crusafont & Lavocat, 1946
ROSEGADORS:
Canariomys Crusafont & Petter, 1964
PRIMATS:
Agerina Crusafont, 1967 [homònim posterior]
Agerinia Crusafont, 1973 [nom de substitució per Agerina]
Arisella Crusafont, 1965 [sinònim posterior de Leptadapis]
Pivetonia Crusafont, 1967 [sinònim posterior de Pseudoloris]
Hispanopithecus Villalta & Crusafont, 1944
Rahonapitecus Crusafont & Hürzeler, 1961 [nomen nudum]
Noms del grup d’espècie (incloent-hi subespècies):
MULTITUBERCULATS:
Parendotherium herreroi Crusafont & Adrover, 1965
EULIPOTIFLES:
Lantanotherium (Rubitherium) piveteaui Crusafont, Villalta & Truyols, 1955 [actualment Lantanotherium piveteaui]
Lantanotherium sanmigueli Villalta & Crusafont, 1944
Mioechinus butleri Crusafont, Villalta & Truyols, 1955 [actualment Atelerix butleri]
Palerinaceus (Postpalerinaceus) vireti Crusafont & Villalta, 1947 [actualment Postpalerinaceus vireti]
Talpa vallesensis Villalta & Crusafont, 1944
CREODONTS:
Dissacus progressus Crusafont & Golpe, 1968
CIMOLESTS:
Spaniella carezi Crusafont & Russell, 1967
CARNÍVORS:
Amphicyon (Ictiocyon) dehmi Crusafont, Villalta & Truyols, 1955 [actualment Ictiocyon socialis]
Canis cipio Crusafont, 1950 [actualment Eucyon cipio]
Enhydriodon lluecai Villalta & Crusafont, 1945 [actualment Sivaonyx lluecai]
Eomellivora liguritor Crusafont & Ginsburg, 1973 [sinònim posterior d’Eomellivora piveteaui]
Felis vireti Crusafont, Villalta & Truyols, 1955 [nomen dubium]
Herpestes guerini Villalta & Crusafont, 1946 [nomen nudum]
Herpestes guerini Villalta & Crusafont, 1948 [actualment Plioviverrops guerini]
Hyaenictis almerai Villalta & Crusafont, 1948
Ictitherium adroveri Crusafont & Petter, 1969
Ictitherium montadai Villalta & Crusafont, 1943 [actualment Thalassictis montadai]
Indarctos atticus adroveri Crusafont, 1962 [sinònim posterior d'Indarctos atticus]
Indarctos vireti Villalta & Crusafont, 1943
Ischyrictis (Ischyrictis) petteri Crusafont, 1972 [actualment Hoplictis petteri]
Limnonyx sinerizi Crusafont, 1950
Machairodus andresi Villalta & Crusafont, 1941 [sinònim posterior d’Albanosmilus jourdani]
Palaeomeles pachecoi Villalta & Crusafont, 1943
Percrocuta tobieni Crusafont & Aguirre, 1971
Plesiomeles cajali Viret & Crusafont, 1955
Progenetta crassa llopisi Crusafont & Petter, 1969 [actualment ?Protictitherium llopisi]
Progenetta montadai urgellensis Crusafont & Golpe 1973 [sinònim posterior de Thalassictis montadai]
Progenetta montadai vallesiensis Crusafont, 1962 [sinònim posterior de Thalassictis montadai]
Protursus simpsoni Crusafont & Kurtén, 1968 [nomen dubium]
Pseudaelurus marini Villalta & Crusafont, 1943 [sinònim posterior de Pseudaelurus quadridentatus]
Sansanosmilus jourdani vallesiensis Beaumont & Crusafont, 1982 [sinònim posterior d’Albanosmilus jourdani]
Schlossericyon viverroides antiquus Crusafont, 1959 [sinònim posterior de Sivanasua antiqua]
Semigenetta grandis Crusafont & Golpe, 1981
Sivaonyx lehmani Crusafont & Golpe, 1962
Stenailurus teilhardi Crusafont & Aguirre, 1972
CONDILARTRES:
Almogaver condali Crusafont & Villalta, 1954
Phenacodus villaltae Crusafont, 1956
PERISSODÀCTILS:
Anchitherium sampelayoi Villalta & Crusafont, 1945 [actualment Sinohippus sampelayoi]
Hipparion periafricanum Villalta & Crusafont, 1957 [actualment Cremohipparion periafricanum]
Hipparion gromovae Villalta & Crusafont, 1957
Dromoceratherium mirallesi Crusafont, Villalta & Truyols, 1955 [actualment Plesiaceratherium mirallesi]
Anchitherium osmundseni Crusafont & Golpe, 1974 [sinònim posterior d’Anisodon grande]
Hipparion fissurae Crusafont & Sondaar, 1971
ARTIODÀCTILS:
Schizochoerus vallesensis Crusafont & Lavocat, 1954 [actualment Schizoporcus vallesensis]
Hippopotamus (Hexaprotodon) primaevus Crusafont, Adrover & Golpe, 1963 [sinònim posterior d’Hexaprotodon cruafonti]
Caenotherium miocaenicum Crusafont, Villalta & Truyols, 1955 [actualment Cainotherium miocaenicum]
Lagomeryx (?Heterocemas) vallesensis Crusafont, Villalta & Truyols, 1955 [actualment Lagomeryx vallesensis]
Triceromeryx pachecoi Villalta, Crusafont & Lavocat, 1946
Decennatherium pachecoi Crusafont, 1952
Birgerbolhinia schaubi Crusafont, 1952
Hesperidoceras merlae Villalta & Crusafont, 1956
Myotragus batei Crusafont & Angel, 1966
ROSEGADORS:
Canariomys bravoi Crusafont & Petter, 1964
Castor vidali Crusafont, Villalta & Bataller, 1948 [actualment Chalicomys jaegeri]
Heteroxerus rubricati Crusafont, Villalta & Truyols, 1955
Melissiodon arambourgi Crusafont, Villalta & Truyols, 1955
Ruscinomys schaubi Villalta & Crusafont, 1956
LAGOMORFS:
Heterolagus albaredae Crusafont, Villalta & Truyols, 1955
PRIMATS:
Agerina roselli Crusafont, 1967 [actualment Agerinia roselli]
Arisella capellae Crusafont, 1965 [actualment Leptadapis capellae]
Dryopitecus piveteaui Crusafont & Hürzeler, 1961 [nomen nudum]
Hispanopithecus laietanus Villalta & Crusafont, 1944
Pivetonia isabenae Crusafont, 1967 [actualment Pseudoloris isabenae]
Pseudoloris reguanti Crusafont, 1967
Rahonapitecus sabadellensis Crusafont & Hürzeler, 1961 [nomen nudum]
Sivapithecus occidentalis Villalta & Crusafont, 1944 [nomen dubium]
AUS:
?Plesiocarthes gaillardi Crusafont, Villalta & Truyols, 1955

## Nous generes o espècies dedicades a Crusafont
Gèneres:
PLANTES:
Crusafontites Solé de Porta, 1971
BRAQUIÒPODES:
Sellithyris crusafonti Calzada, 1975
MAMÍFERS
Crusafontia Henkel & Krebs, 1969
Crusafontina Gibert, 1975
Pairomys Thaler, 1966

Espècies:
FORAMINÍFERS:
Nummulites crusafonti Reguant & Clavell, 1967
MOL·LUSCOS:
Pyrazus crusafonti de Renzi, 1971 [actualment Pyrazus vidali]
PEIXOS:
Lentolepis crusafonti Wenz, 1968
RÈPTILS:
Ilerdasaurus crusafonti Hoffstetter, 1966 [actualment Meyasaurus faurae]
MAMÍFERS:
Castillomys crusafonti Michaux, 1969
Fahlbuschia crusafonti Agustí, 1978 [actualment Democricetodon crusafonti]
Desmanella crusafonti Rümke, 1974
Hippopotamus crusafonti Aguirre, 1963 [Actualment Hexaprotodon crusafonti]
Hipparion crusafonti Villalta, 1948
Hispanolagus crusafonti Janvier & Montenat, 1970 [actualment Trischizolagus crusafonti]
Dryopithecus crusafonti Begun, 1992 [actualment Hispanopithecus crusafonti]
Megacricetodon crusafonti Freudenthal, 1963
Cryptopterus crusafonti Mein, 1970 [actualment Miopetaurista crusafonti]
Pairomys crusafonti Thaler, 1966
Palaeotherium crusafonti Casanovas, 1975
Paracheuastochoerus crusafonti Golpe, 1972
Praearmantomys crusafonti de Bruijn, 1966
Prolagus crusafonti López-Martínez, 1975
Sabadellictis crusafonti Petter, 1963
Dicerorhinus miguelcrusafonti Guérin & Santafé, 1978 [actualment Stephanorhinus miguelcrusafonti]
Mixotoxodon larensis crusafonti de Porta, 1959 [actualment MIxotoxodon larensis]
Muscardinus crusafonti Hartenberger, 1966
Pseudoloris crusafonti Louis & Sudre, 1975
Lycyaena crusafonti Kurtén, 1976
Ischyrosmilus crusafonti Schultz & Martin, 1970
Decennatherium crusafonti Bosscha Erdbrink, 1976
Theridomys crusafonti Thaler, 1969
Adelomys (Paradelomys) crusafonti Thaler, 1966 [actualment Paradelomys crusafonti]